# Dactylorhiza fuchsii
Dactylorhiza fuchsii és una espècie d'orquídies del gènere Dactylorhiza, de la subfamilia Orchidoideae de la família Orchidaceae estretament relacionades amb el gènere Orchis. Es distribueix per tot Europa i cap a l'est fins a Sibèria, Mongòlia i Xinjiang. L'espècie també està naturalitzada a la província canadenca d'Ontario. Són d'hàbits terrestres i tenen tubercles.